# Škofija Sandwich, Kanada
Škofija Sandwich je bivša rimskokatoliška škofija s sedežem v Windsorju (Kanada).

## Škofje
- Pierre-Adophe Pinsoneault (2. februar 1859-4. oktober 1866)
- John Walsh (4. junij 1867-15. november 1869)